# Hawkesbury Island
Hawkesbury Island är en ö i Kanada.   Den ligger i provinsen British Columbia, i den sydvästra delen av landet, 3 900 km väster om huvudstaden Ottawa. Arean är 412 kvadratkilometer.
Terrängen på Hawkesbury Island är lite bergig. Öns högsta punkt är 1 193 meter över havet. Den sträcker sig 37,4 kilometer i nord-sydlig riktning, och 23,5 kilometer i öst-västlig riktning.
Trakten runt Hawkesbury Island består i huvudsak av gräsmarker. Trakten runt Hawkesbury Island är nära nog obefolkad, med mindre än två invånare per kvadratkilometer.